# 올림포스 가디언
《올림포스 가디언》(Olympus Guardian)은 만화 전문 출판사인 가나출판사에서 출판한 《만화로 보는 그리스 로마 신화》(전 20권)가 원작인 대한민국의 만화 영화이다. 2002년 12월 11일부터 2003년 7월 30일까지 SBS, SBS 프로덕션, SBSi, 가나엔터테인먼트, 동우애니메이션 등에 의해 만화영화로 만들어져 SBS에서 방영되었다. 지우와 지연이 화가로 일하는 아빠로부터 그리스 로마 신화 이야기를 듣는 내용을 담고 있다.
2005년에는 극장판 만화 영화 《올림포스 가디언: 기간테스 대역습》이 상영되었다. 알에이치코리아는 어린이 전문 브랜드 랜덤키즈를 통해 이 만화를 원작으로 한 전집 《올림포스 가디언》(전 70권)을 출시했다.
홍콩에서는 TVB 채널을 통해 《희랍봉신방》(希臘封神榜)이라는 제목으로 방영되었으며 대만에서는 둥썬 유유타이(東森幼幼台)를 통해 《천신향전충》(天神向前衝)이라는 제목으로 방영되었다. 중국에서는 중국중앙텔레비전(CCTV)의 어린이 전문 채널인 CCTV-14 채널을 통해 《오림필사성전》(奧林匹斯星傳)이라는 제목으로 방영되었다.

## 줄거리
화가로 일하는 아빠의 작업실에 들어간 지우와 지연은 책상 위에 올려져 있던 그리스 로마 신화 책을 발견하면서 호기심에 사로잡히게 된다. 지우와 지연은 아빠로부터 그리스 로마 신화 이야기를 듣게 되는데 올림포스 신들의 이야기를 시작으로 애니메이션이 진행된다.
크로노스는 자신이 갖고 있던 지위를 자식들에게 빼앗길 것을 두려워한 나머지 자식들이 태어나자마자 삼켜버린다. 그러나 크로노스의 아내인 레아는 자신의 막내 아들인 제우스를 잔인한 남편 크로노스에게 빼앗기고 싶지 않았기 때문에 크로노스에게 몰래 돌을 삼키게 하고 아기 제우스는 시녀에게 안전한 곳으로 피신시킨다.
시간이 지나면서 어른이 된 제우스는 나무의 정령 드리아로부터 자신의 출생에 관한 이야기를 듣게 된다. 제우스는 이를 계기로 크로노스가 삼킨 자신의 형제 자매들을 구하기 위해 구토를 유도하는 약초를 구했고 암흑에 뒤덮인 올림포스 신전으로 가게 된다.
올림포스 신전으로 간 제우스는 자신의 어머니인 레아에게 도움을 청했고 레아는 크로노스에게 구토를 유도하는 약초를 먹이게 한다. 레아의 도움으로 크로노스의 몸 속에서 탈출한 제우스의 형제 자매들은 크로노스를 무찌르고 올림포스 신전을 구하게 된다.

## TV 애니메이션 등장인물 및 성우

### 주연

#### 올림포스 12신
- 제우스 (성우: 홍시호(1회 ~ 14회, 16회 ~ 39회), 장광(15회))

폼에 살고 폼에 죽는 스타일을 가진 최고의 신. 언제 어디서나 카메라를 들이대도 완벽한 포즈를 구사할 수 있을 정도로 황금각도를 자랑하는 모든 자세를 구사한다. 자세만으로도 다른 신들을 제압할 정도로 카리스마가 있지만 꼭 한번씩 무너지기도 한다. 행동은 날렵한 편이며 게임 캐릭터나 쿵푸 고수에게서 느낄 수 있는 긴장감, 팽팽한 멋진 자세가 특징이다. 행동의 첫 동작은 항상 강-약-약의 움직임을 선보인다.
- 헤라 (성우: 강희선)

항상 도도하게 사람을 내려보는 듯한 분위기로 군림하는 최고의 여신. 긴장감이 흐트러지지 않은 몸매와 자세, 제우스의 바람기를 꿰뚫는 날카로운 눈빛과 예감의 소유자이다. 독기를 품고 눈을 번득이면 흰자위와 눈동자의 비율은 7:3이 된다. 결혼을 관장하는 여신으로서 가정을 수호한다. 가정을 소중히 여기는 사람들에게는 더없이 부드럽고 성스러운 위엄마저 느껴진다.
- 포세이돈 (성우: 안종덕(1회, 2회), 김관진(3회 ~ 6회, 10회, 32회 ~ 39회), 신성호(7회, 13회 ~ 25회))

호탕한 웃음, 강한 힘, 단순한 사고, 산 같은 묵직한 체구가 특징인 바다의 신. 최소한의 움직임만으로 최대한의 힘을 얻는다. 우직한 힘만 있을 뿐이지 머리는 단순한 편이어서 자기가 일으킨 파도에 자기가 뒤덮히기도 한다. 그래도 꿈쩍하지 않고 눈을 부릅뜨고 있다. 자신이 '이거다!'라고 믿으면 바로 행동하지만 귀가 얇아서 이 말 저 말에 흔들리기도 한다. 반대로 머리가 복잡해지면 곧바로 풍차 돌리기 파도(포세이돈 자신을 축으로 삼지창을 컴퍼스처럼 원형으로 휘둘러 소용돌이 파도가 솟구치게 만드는 기술로서 소용돌이가 용솟음치는 정점에 포세이돈이 있게 된다.)를 일으킨다.
- 하데스 (성우: 김승태(1회), 홍승섭(2회 ~ 5회), 구자형(22회), 김우정(35회))

무슨 생각을 하는지 알 수 없는 포커페이스가 특징인 지하 세계의 신. 음울한 눈빛, 굳게 다문 입술, 쩍 벌어진 체구, 쩌렁쩌렁한 목소리로 좌중을 제압한다. 제우스와 정반대인 어두운 카리스마를 갖고 있지만 시 낭송을 즐기는 감수성도 갖고 있다. 어두운 지하궁전 틈새로 들어오는 햇빛에 일광욕하는 것이 취미이다. 음울한 눈빛으로 사랑을 고백하는 모습은 남신들 가운데 가장 섹시한 편이다.
- 아폴론 (성우: 엄태국(2회), 손원일(3회 ~ 7회, 10회 ~ 14회, 17회 ~ 39회), 김승준(8회), 윤복성(15회))

음악, 예언, 태양의 신. 올림포스 12신 중에서 가장 멋지고 잘빠진 편이며 대다수의 여자들의 절대적인 지지를 받는 멋진 신이다. 리라를 가지고 다니면서 음악을 연주하기를 좋아하고 활을 잘 쏜다. 금빛 머리칼을 헤드뱅잉으로 넘기며 미소 짓는 입술 사이로 반짝이는 치아에 여자들이 넘어가는 편이다. 태양의 이미지처럼 찬란한 분위기로 자신감과 활력이 넘치는 편이고 유쾌하게 말을 잘 하는 편이다. 중용의 도를 지키며 말과 행동을 하지만 누군가가 자신을 거스르거나 자존심을 건드리는 일이 생기면 발끈해서 항상 주변을 쑥대밭으로 만든다. 특히 누군가가 자신의 자존심을 건드리면 마치 최면에 걸린 것처럼 말보다 행동이 먼저 나가는 편이며 그런 행동을 벌인 이후에 후회하기도 한다.
- 아르테미스 (성우: 김혜미(2회), 우정신(26회 ~ 39회))

사냥과 달의 여신. 건강미가 넘치고 날렵해서 한 자리에 오래도록 가만히 있지 않는 편이다. 생각도 결정도 금방 하고 금방 행동에 옮긴다. 순수하고 고집도 세지만 잘못이 있으면 금방 인정할 줄도 안다. 속상하면 울면서 가차 없이 때려부수는 다혈질이지만 여신 가운데 가장 소녀다운 모습이다.
- 아테나 (성우: 차명화(2회 ~ 7회, 11회 ~ 17회, 39회), 우정신(10회), 이미자(32회 ~ 35회))

백전불패의 지혜와 전쟁의 여신. 평소에는 과묵하지만 말 한 마디를 할 때마다 다른 신들이 긴장하고 주의를 집중할 만큼 신뢰감과 존재감이 있는 여신이다. 항상 핵심을 찌르는 말과 꼭 필요한 말만 하며 농담할 때도 평소의 분위기라서 진지한 편이다. 표정의 변화 폭도 적고 터프한 분위기라 여자 팬들이 많은 편이다. 한번 화가 나면 주변을 초토화시킨다.
- 헤르메스 (성우: 김영선)

나그네, 목동, 상인, 도둑의 신. 머리 속에 여러 가지 잔꾀가 굴러다니는 것이 느껴지는 악동 같은 미소가 특징이다. 올림포스 12신 중에서도 가장 많은 일을 소화하는 신으로서 동작이 빠르고 가장 분주한 편이다. 다른 신들에게는 언제나 공손하고 존중하는 태도를 보이는 사근사근한 편이다. 누구나 헤르메스를 보면 호의적이 될 정도로 사교적이며 인간들에게는 신다운 위엄을 보이며 말한다.
- 아프로디테 (성우: 최덕희(4회 ~ 8회, 10회), 김정주(9회), 지미애(22회 ~ 39회))

사랑과 미의 여신. 34-24-36의 완벽한 몸매, 조각처럼 뽀얀 피부, 풍성한 금발머리가 매력 포인트이다. 평소엔 말없이 눈을 반쯤 내리뜨고 우아한 아름다움을 자랑한다. 항상 사람들, 특히 남자들의 시선을 달고 다니는 여신이며 한 번 시선을 똑바로 들면 그 매혹적인 눈빛에 모든 남자들이 넘어간다. 우아함과 관능미를 겸비하고 있고 모든 행동과 말투가 여유로운 편이다. 말투도 천천히, 또박또박, 고혹적으로 말한다. 화가 나면 머리카락을 휘날리며 눈빛이 매서워질 뿐 차갑고 냉정한 분위기로 변한다.
- 헤파이스토스 (성우: 김관진)

항상 자신만의 작업실에서 물건을 만드는 대장장이 신. 올림포스 12신 중에서 가장 둔하고 못 생긴 편이다. 절름발이인데다 앉아서 작업하기 때문에 허리와 무릎 관절이 좋지 않은 편이다. 하지만 사람 좋은 웃음을 흘리면서 만들기에 열중하는 편이다. 손재주가 뛰어나서 꼼꼼하고 완벽하게 결과물을 만들어 내는 편이어서 머리가 좋은 편이다.
- 아레스 (성우: 홍승섭(3회, 4회), 정승욱(17회), 안종덕(23회))

항상 무장을 하고 전쟁터를 누비는 전쟁의 신. 전쟁터에서 살다시피 하므로 갑옷은 늘 더러워져 있다. 헝클어진 머리와 야수 같은 눈빛 때문에 다른 신들도 가까이 하지 않으려고 한다. 항상 몸을 앞으로 내밀면서 울컥하는 성격을 갖고 있기 때문에 싸움을 걸려는 것처럼 보인다. 말에 힘을 주면서 또박또박 말하지만 내용은 언제나 단순한 편이며 "싸우자!", "없애버리자!"가 대화 내용의 주요 골자이다. 아프로디테 앞에서만큼은 얼굴을 붉히지만 하는 행동은 똑같고 얼굴만 붉어진다. 화가 머리 끝까지 나면 말을 못하고 "어우, 어우!"하며 주변을 때려부순다.
- 데메테르 (성우: 이미자)

대지와 곡식의 여신. 체격과 얼굴에서부터 푸근한 느낌이 드는 편이다. 온화하고 인자한 미소를 항상 머금고 있지만 소심해서 종종 실의에 빠지기도 한다. 슬픔이 지나쳐 광란 상태가 되면 주변의 모든 것을 말라버리게 하는 강한 적개심이 발산된다. 자신이 원하는 한 가지 밖에 보이지 않는 광기서린 눈빛으로 인해 주변 사람들이 모두 주눅이 들어 가까이 가지 못하기도 한다. 다른 신들도 데메테르가 화나면 긴장하는데 진짜로 화 날만 해서 화가 났다고 인정 받는 유일한 신이다.

#### 이야기꾼
- 지우와 지연의 아빠 (성우: 이봉준)

40대 초반의 화가로서 자상하고 웃는 얼굴이 특징이다. 지우와 지연이는 자신이 귀하게 여기는 자식이지만 가족끼리 싸우는 것, 도둑질 하는 것, 거짓말 하는 것은 바로 잡으려고 한다. 화나면 무서운 아빠이지만 화내고 나면 으슥한 곳에서 마음이 아픈 마음 약한 아빠이기도 하다.
- 지우 (성우: 이미자)

두뇌 회전이 빠르고 장난기가 많은 편인 초등학교 5학년의 남자 아이. 의협심이 강하지만 정작 자신에게 닥친 위험 앞에서는 현실적으로 타협한다. 하지만 다른 사람이 불의의 상황에 처하면 기를 쓰고 도와주려고 한다. 운동은 잘 못하는 편이지만 명분이 있으면 없던 힘도 내서 움직이는 타입이기도 하다. 약간의 과시욕이 있어서 스스로 천재라고 거들먹거리지만 사실은 아무도 없는데서 이것저것 연습한다. 종종 여동생인 지연이를 구박하지만 사실은 여동생을 위하고 있어서 가끔 감동스러운 행동을 한다. 위기의 순간에는 여동생을 보호하려는 행동을 하기 때문에 의젓함과 책임감도 갖고 있다.
- 지연 (성우: 우정신)

귀엽고 깜찍한 초등학교 2학년의 여자 아이. 최근의 관심사는 사랑이고 자신의 외모에 부쩍 신경을 쓰고 있다. 항상 거울을 들고 다녀서 "거울공주"라고 부르기도 한다. 공상에 빠져드는 속도가 빨라서 멍하니 있는 경우가 많다. 다른 사람이 자신보다 예쁜 머리 스타일을 하고 있거나 예쁜 물건을 갖고 있으면 성질을 내고 다른 사람이 따라하는 것은 더 싫어해서 똑같은 옷을 입고 있으면 벗어던지는 성격을 갖고 있다. 그래서 한 번 산 물건에 대한 애착과 자부심이 대단하다. 벌레와 같이 징그러운 것을 보면 비명을 지르지만 정작 무서운 괴물을 보는 상황에서는 현실감이 없어 무덤덤한 편이다.

### 조연

#### 신
- 디오니소스: 홍승섭, 오인성, 김영선
- 헤스티아: 김혜미
- 레아: 박영희
- 에로스: 지미애(아이), 강수진(어른)
- 에리스: 장경희
- 에오스: 배주영
- 제피로스: 우정신
- 크로노스: 한상혁
- 키르케: 지미애
- 페네이오스: 이봉준
- 네메시스: 최문자
- 테티스: 우정신
- 페르세포네: 강희선, 정미숙
- 헬리오스: 김일
- 판: 최병상
- 암피트리테: 지미애

#### 요정
- 다프네: 서혜정
- 마이아: 박영희
- 에우리디케: 박소라
- 에코: 배정미
- 이오: 양정화

#### 인간 (영웅, 공주 포함)
- 나르키소스: 김영선
- 다이달로스: 장광
- 데우칼리온
- 메데이아: 우정신
- 멜레아그로스: 한호웅, 김승준
- 미다스: 박지훈
- 바우키스: 김정희
- 벨레로폰: 박지훈
- 아가멤논: 박영화
- 아라크네: 배정미
- 아리아드네: 우정신
- 아킬레우스: 홍성헌
- 아탈란테: 박소라, 배정미
- 안드로메다: 배주영
- 압시르토스
- 에우로페: 송도영
- 에피메테우스: 안종덕
- 오디세우스: 김영선, 김민석
- 오르페우스: 이규화
- 오리온: 김일
- 이아손: 김영선
- 이카로스: 윤복성
- 카드모스: 김일
- 카산드라
- 캄파뉼라: 김서영
- 테세우스: 이철용, 김승준
- 티토노스: 김일
- 텔레마코스: 김영선
- 파리스: 한호웅
- 파에톤: 지미애
- 판도라: 문선희
- 페르세우스: 김승준
- 페넬로페: 강희선
- 펠레우스: 김영선
- 펠리아스: 이윤연
- 프로메테우스: 김영선
- 프리아모스
- 프릭소스: 최수민
- 프시케: 이현선
- 필레몬: 정기항
- 헤라클레스: 안지환
- 헤카베
- 헥토르: 홍시호
- 헬레: 송도영

#### 괴물
- 티폰: 손원일
- 에키드나: 우정신
- 히드라
- 케르베로스
- 스핑크스: 김승준
- 키마이라
- 기가스
- 네메아의 사자
- 메두사: 윤소라, 정미숙
- 미노타우로스
- 세이렌
- 스킬라
- 아르고스
- 카리브디스
- 켄타우로스: 강구한, 이봉준
- 바다괴물
- 독사: 김환진

#### 이야기꾼 관련 인물
- 상아(지연의 친구): 장경희

## TV 애니메이션 에피소드
괄호 안에 표시된 날짜는 해당 에피소드가 처음 방영된 날짜를 의미한다.
- 1회: 올림포스의 신들 (2002년 12월 11일)
- 2회: 프로메테우스의 불 (2002년 12월 12일)
- 3회: 판도라의 상자 (2002년 12월 18일)
- 4회: 사랑과 영혼 1부 (2002년 12월 25일)
- 5회: 사랑과 영혼 2부 (2002년 12월 26일)
- 6회: 가장 아름다운 여신은? (2003년 1월 2일)
- 7회: 아테나와 아라크네 (2003년 1월 8일)
- 8회: 헤르메스 이야기 (2003년 1월 9일)
- 9회: 아탈란테 이야기 (2003년 1월 15일)
- 10회: 월계수가 된 다프네 (2003년 1월 16일)
- 11회: 바우키스와 필레몬 (2003년 1월 22일)
- 12회: 벨레로폰과 페가수스 (2003년 1월 23일)
- 13회: 페르세우스의 모험 1부 (2003년 1월 29일)
- 14회: 페르세우스의 모험 2부 (2003년 1월 30일)
- 15회: 이카로스의 날개 (2003년 2월 5일)
- 16회: 제우스와 이오 (2003년 2월 6일)
- 17회: 카드모스와 아레스의 용 (2003년 2월 12일)
- 18회: 에코와 나르키소스 (2003년 2월 19일)
- 19회: 황금의 손 미다스 (2003년 2월 26일)
- 20회: 프릭소스와 헬레 (2003년 3월 5일)
- 21회: 오르페우스와 에우리디케 (2003년 3월 12일)
- 22회: 하이데스의 사랑 (2003년 3월 19일)
- 23회: 영웅 헤라클레스의 탄생 (2003년 3월 26일)
- 24회: 영웅 헤라클레스의 12가지 과업 (2003년 4월 2일)
- 25회: 영웅 헤라클레스의 부활 (2003년 4월 9일)
- 26회: 아르테미스의 사랑 (2003년 4월 23일)
- 27회: 아르고 원정대 50인의 영웅 (2003년 4월 30일)
- 28회: 아르고 원정대 황금 양털을 찾아서 (2003년 5월 7일)
- 29회: 테세우스와 미노타우로스 (2003년 5월 14일)
- 30회: 파에톤의 황금마차 (2003년 5월 21일)
- 31회: 오딧세우스의 모험 1부 (2003년 5월 28일)
- 32회: 오딧세우스의 모험 2부 (2003년 6월 4일)
- 33회: 오딧세우스의 모험 3부 (2003년 6월 11일)
- 34회: 아킬레우스 이야기 (2003년 6월 18일)
- 35회: 트로이 목마 (2003년 7월 2일)
- 36회: 에오스와 티토노스 (2003년 7월 9일)
- 37회: 못다한 이야기 - 꽃 (2003년 7월 16일)
- 38회: 못다한 이야기 - 괴수 (2003년 7월 23일)
- 39회: 못다한 이야기 - 별자리 (2003년 7월 30일)

## 신화와 애니메이션과 다른 점
- 신화에서는 데우칼리온과 피라가 테미스의 도움을 받아 인간을 창조하지만 애니메이션에서는 판도라의 상자에서 나온 희망의 도움으로 인간을 창조한다.<3화 참고>
- 신화에서는 아라크네가 아테나로부터 미움을 산 것에 부끄러움을 느끼고 스스로 목을 매달아 자살하게 되지만 애니메이션에서는 제우스가 던진 번개를 맞고 죽게 된다.<7화 참고>
- 신화에서는 하이데스가 페르세포네를 강제로 납치하는 것으로 나오지만 애니메이션에서는 하이데스가 페르세포네를 설득해 지하 세계로 데려간다.<22화 참고>
- 신화에서는 아탈란테를 차지하기 위해 아탈란테와 마라톤 경주를 해서 진 남자를 처형시켰지만 애니메이션에서는 무인도로 유배보낸다.<9화 참고>
- 신화에서는 여자들의 청혼을 무시한 오르페우스를 갈기갈기 찢어 죽이지만 애니메이션에서는 리라만 나오고 에로스와 러블리(에로스의 분신)가 이야기하다 리라를 하늘에 올려 제우스에게 부탁하여 수금자리(거문고자리)를 만든다.<21화 참고>
- 신화에서는 11살이었던 헤라클레스가 리라로 자신의 음악 선생을 죽이지만 애니메이션에서는 집을 무너트려 음악 선생을 다치게 만든다.<23화 참고>
- 신화에서는 메데이아가 마법으로 공주와 자신의 아이들을 죽이지만 애니메이션에서는 새로 만들어 날려보낸다.<28화 참고>
- 신화에서는 아르고호에 달려 있던 여신상의 머리가 부러져서 이아손의 머리를 강타해서 죽는다. 하지만 애니메이션에서는 이아손은 죽지 않고 아르고 호 앞에 앉아서 아르고 원정대와 그의 가족들에 관한 옛날 생각을 한다.

## TV 애니메이션 제작진
- 원작: 《만화로 보는 그리스 로마 신화》(가나출판사)
- 감독, 연출: 이기석, 박병순
- 각본: 전혜영
- 프로듀서: 조홍준
- 총연출: 이기석
- 아트 디렉터: 김재훈
- 캐릭터 디자인: 홍성지, 하종윤, 김영기
- 소도구 디자인: 염성수, 김관준
- 배경 디자인: 손영태, 이상국, 황정순
- 색채 설계: 맹주공, 김영기, 김영환
- 제작 코디네이터: 조금남
- 레이아웃: 박치만, 최병남, 오종환
- 총감독: 김종근, 황성수, 강성호, 방승진, 성원용
- 원화 작감: 이종현, 이재한
- 동화: 김관식, 김영훈, 유경식
- FINAL: 최선호
- 배경: 이회영
- 2D: 김경숙, 유옥자, 전미옥, 노성금
- 3D: 윤경조
- 카메라: 허태희, 김강옥, 최덕규, 박지원
- 편집: 홍종훈, 윤철희
- 제작 데스크: 신주희
- 제작 관리: 박종곡, 이춘무

## 극장판 등장인물 및 성우
- 트리톤: 오승윤
- 카르디아(트리톤의 여자친구): 우정신
- 에우리메돈(기간테스들의 왕): 이정구
- 헤르마(헤르메스의 꼬마 분신), 아프로디테: 정미숙
- 제우스: 장광
- 헤라: 강희선
- 아테나: 윤소라
- 하데스: 설영범
- 포세이돈, 헤파이스토스: 홍성헌
- 암피트리테: 윤성혜
- 아르테미스: 배정미
- 아폴론: 손원일
- 아레스: 이철용
- 헤르메스: 김영선
- 데메테르, 시드(트리톤의 해룡): 이자명
- 물개: 이정현(성악가)
- 카르디아의 엄마: 이한나(1956년생 배우)
- 기간테스들: 김준(감독), 라용원(조감독), 이동현(사운드믹싱 담당)

## 극장판 제작진
- 기획: 이승익
- 제작: 가나미디어, 지앤지엔터테인먼트
- 배급: 스폰지, 롯데시네마
- 프로듀서: 정극포
- 책임 프로듀서: 김정은
- 감독: 김준
- 조감독: 라용원
- 각본: 전혜영
- 콘티 제작: 토노카츠 히데키(殿勝秀樹)
- 아트 디렉터: 김재훈
- 캐릭터 디자인: 김재훈, 홍성지, 하종윤
- 소도구 디자인: 김관준, 염성수
- 원화 총작감: 배종명
- 원화 작감: 한영훈, 김석우
- 배경 디자인: 손영태, 박재형
- 배경 감독: 신옥철
- 색채 설계: 신유경, 김형순
- 촬영: 신효철
- 3D 감독: 방금영
- 편집: 경민호
- 사운드믹싱: 이동현
- 녹음 감독: 김정은
- 음악: 신명수

## 주제가·사운드트랙

### 주제가
- TV 애니메이션 주제가 〈올림포스 가디언 주제가〉
  - 작사: 데니 안, 작곡: 이규태, 노래: god
- 극장판 주제가 〈숨쉴 때마다〉
  - 작사: 김지수, 작곡: 신명수, 노래: 김연우, Ash
- 극장판 주제가 〈신과 영웅의 이야기〉
  - 작사: 김지수, 작곡: 신명수, 노래: 김연우

## 같이 보기
- 대한민국의 애니메이션
- 올림포스의 별